# Коптево (Угранский район)
Коптево — деревня в Угранском районе Смоленской области России. Входит в состав Михалёвского сельского поселения.
Население — 8 жителей (2007 год).
Расположена в юго-восточной части области в 8 км к северу от Угры, в 15 км юго-западнее автодороги Р132 Вязьма — Калуга — Тула — Рязань, на берегу реки. В 3 км западнее от деревни находится железнодорожная станция О.п. 37-й км на линии Торжок-Брянск.

## История
В годы Великой Отечественной войны деревня была оккупирована гитлеровскими войсками в октябре 1941 года, освобождена в марте 1943 года.